# Acanthinomyia elongata
Acanthinomyia elongata är en tvåvingeart som först beskrevs av Christian Rudolph Wilhelm Wiedemann 1824.  Acanthinomyia elongata ingår i släktet Acanthinomyia och familjen vapenflugor. Inga underarter finns listade i Catalogue of Life.